# Tag der Musik

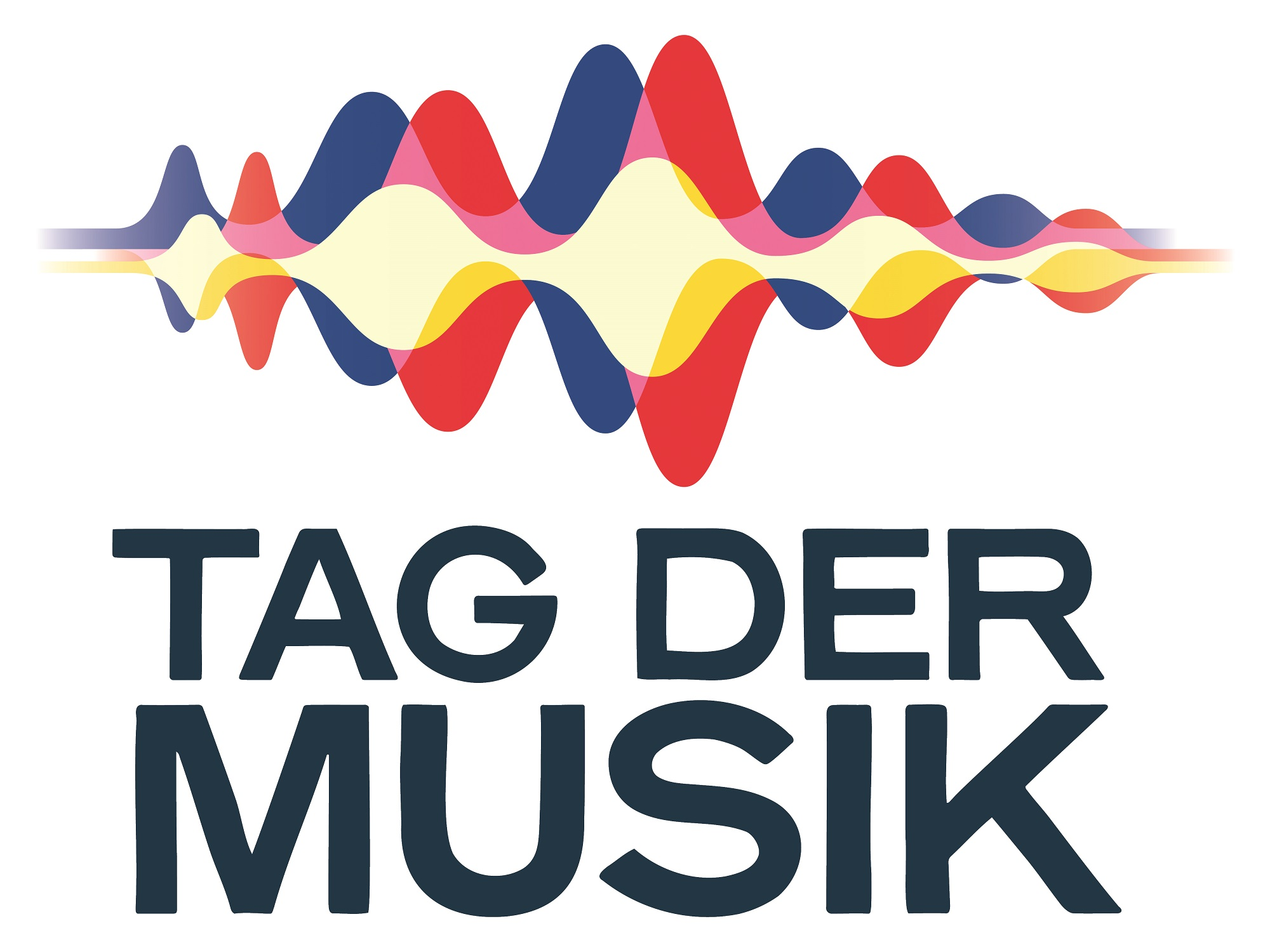
Logo

Der Tag der Musik findet seit 2009 auf Initiative des Deutschen Musikrates jährlich am 21. Juni statt und wird von der Beauftragten der Bundesregierung für Kultur und Medien und der Gesellschaft zur Verwertung von Leistungsschutzrechten gefördert.

## Ziele
Ziel der Veranstaltung ist es, die Bedeutung und den Wert der Musik in Deutschland zu unterstreichen. Theater, Konzert- und Opernhäuser beteiligen sich ebenso wie Vereine, Schulen und Musikhochschulen, Clubs und Kleinkunstbühnen. Medienpartner sind ARD und Deutschlandfunk Kultur.

## Geschichte
Der Tag der Musik fand erstmals vom 12. bis 14. Juni 2009 unter der Schirmherrschaft des damaligen Bundespräsidenten Horst Köhler statt. An über 1.500 Veranstaltungen beteiligten sich rund 90.000 Musizierende und erreichten geschätzte 560.000 Besucher. Seitdem fand der Tag der Musik jährlich an drei aufeinanderfolgenden Tagen im Juni statt und stand dabei jeweils unter einem besonderen Motto mit jeweils von etwa 1000 bis zu 1700 Veranstaltungen. Seit 2019 findet die Veranstaltung am 21. Juni statt.
So luden der Deutsche Musikrat und der Landesmusikrat Berlin im Jahr 2010 im Rahmen der Zentralveranstaltung in Berlin im Konzerthaus am Gendarmenmarkt zur Teilnahme an einer Flashband ein. Im Anschluss daran fanden Konzerte und eine Podiumsdiskussion statt. Dieser Tag der Musik wurde von einer Ausstellung über den Deutschen Musikrat, seine Mitgliedsverbände und seine Projekte begleitet. Der dritte Tag der Musik in Berlin im Jahr 2011 mit rund 1200 Veranstaltungen und stand unter dem Motto „Ohne Musik keine Bildung“, am Brandenburger Tor kamen spontan rund 300 Musizierende zusammen.
Die vierte Veranstaltung 2012 unter dem Motto „Sehen Hören Fühlen“ hatte das Ziel, die gesellschaftliche Bedeutung der auditiven Wahrnehmung in den Fokus der Öffentlichkeit zu rücken. Mit über 1700 Veranstaltungen und rund 665.000 Besuchern fand vom 14. bis 16. Juni 2013 der fünfte Tages der Musik statt, diesmal unter dem Motto „Kulturelle Vielfalt live!“. Die Zentralveranstaltung wurde in Mainz vom erstmals stattfindenden Orchestergipfel ausgerichtet, woran Orchester aus Kaiserslautern, Koblenz, Ludwigshafen, Mainz und Trier teilnahmen. Außerdem standen verschiedene Education-Programme im Fokus.
Der sechste Tag der Musik im Jahr 2014 mit über 1000 Veranstaltungen und bundesweit rund 70.000 Beteiligten trug das Motto „Anpfiff für Musik“. Damit sollte besonders die Verbindung zwischen Musik und Sport in den Blickpunkt der politischen und medialen Öffentlichkeit gerückt werden, denn der Tag der Musik fand zeitgleich mit dem Beginn der Fußball-Weltmeisterschaft in Brasilien statt. Das Sportereignis wurde am 12. Juni 2014 unter dem Motto „All in one rhythm“ veranstaltet.
Unter dem Motto „Erbe schützen – Vielfalt leben – Zukunft bauen“ feierten vom 19. bis 21. Juni 2015 mehr als 100.000 Beteiligte mit über 1.500 Veranstaltungen die Kulturelle Vielfalt der Musik im eigenen Land. Den Auftakt zum „Tag der Musik“ bildete in diesem Jahr Anfang Mai der Musikschulkongress des Verbandes deutscher Musikschulen (VdM). Erstmals beteiligte sich der VdM auch mit dem Deutschen Musikschultag, der in diesem Jahr an dem gleichen Wochenende wie der Tag der Musik stattfand.
Unter dem Motto „Willkommen in Deutschland: Musik macht Heimat“ fand 2016 der Tag der Musik zum achten Mal statt, wobei die Frage, was Kulturschaffende zu einem friedvollen Miteinander unterschiedlicher Kulturen beitragen können sowie der Schutz und die Förderung der kulturellen Vielfalt in Deutschland im Mittelpunkt standen.
Unter dem Motto „Musiklandschaften: Orchestergipfel“ fand der Tag der Musik 2017 bundesweit statt, thematischer Schwerpunkt war das Zusammenspiel in musikalischen Ensembles. Im Rahmen des Orchestergipfels Rheinland-Pfalz wurde die Bedeutung der Klangkörper in den Fokus gerückt. „Stadt. Land. Musik“ lautete das Motto des bundesweiten Tages der Musik im Jahr 2018 mit dem Schwerpunkt des vielfältigen Kulturlebens in ländlichen Regionen.
Unter dem Motto „Musik machen - Haltung zeigen - Zusammenhalt. Europa. Vielfalt.“ beim Tag der Musik 2019 rief der Deutsche Musikrat dazu auf, den bundesweiten Tag der Musik als Plattform für den großen Reichtum kultureller Vielfalt zu nutzen und sich gleichzeitig für ein friedliches Miteinander in Deutschland und in Europa einzusetzen.
Der 12. Tag der Musik fand am 2020 in Kooperation mit der Fête de la Musique und der Initiative „Deutschland macht Musik – spiel mit!“ der Society Of Music Merchants (SOMM) statt sowie mit Unterstützung zahlreicher Musik-Verbände. Wegen der Corona-Pandemie wurde das Konzept angepasst, zum Beispiel in Form einer Reihe von „Fensterkonzerten“. In Kooperation mit der Neuen Musikzeitung wurde die Reihe #CoronaTalk initiiert, wobei Künstler aus verschiedenen musikalischen Stilrichtungen wie Mine, Joris, Nils Mönkemeyer und Julia Hülsmann über das Musikleben während der Pandemie und die Bedeutung der Musik in dieser Krise sprachen.

## Sonderbriefmarke
Zum 10. Jahrestag des Tags der Musik gab die Deutsche Post AG mit dem Erstausgabetag 3. Mai 2018 eine Sonderbriefmarke im Nennwert von 70 Eurocent mit dem Motiv 275 Jahre Gewandhausorchester heraus. Der Entwurf stammt von der Grafikerin Jennifer Dengler aus Bonn.